# Pseudoscaphirhynchus kaufmanni
Pseudoscaphirhynchus kaufmanni é uma espécie de peixe da família Acipenseridae.
Pode ser encontrada nos seguintes países: Tadjiquistão, Turquemenistão e Uzbequistão.